# Тјахановце
Тјахановце (слч. Ťahanovce) је градска четврт Кошица, у округу Кошице I, у Кошичком крају, Словачка Република.

## Становништво
Према подацима о броју становника из 2011. године градско насеље је имало 2.407 становника.